# Юзик
Юзи́к (хак. Юзик; в верховье Вершина Юзика) — река, левый приток Саралы, протекает по Орджоникидзевскому району Хакасии. Длина 43 км (без Вершины Юзика — 35 км). Площадь водосборного бассейна — 180 км².
Берёт начало с горы Вершина Юзика на высоте 1291 м над уровнем моря, у подножья Тункасского хребта. Протекает по среднегорной территории через темнохвойные леса.
Горная река (падение 700 м, уклон 20 м/км).
Впадает в Саралу в 13 км от устья по левому берегу и имеет 2 правых притока (общая длина более 10 км), 5 левых притоков (в том числе Тяжин, их общая длина более 50 км) и 5 притоков 2-го порядка (общая протяжённость более 30 км).

## Данные водного реестра
По данным государственного водного реестра России относится к Верхнеобскому бассейновому округу, водохозяйственный участок реки — Чулым от истока до города Ачинск, речной подбассейн реки — Чулым. Речной бассейн реки — (Верхняя) Обь до впадения Иртыша.